# Вълнест носорог
Вълнестият носорог (Coelodonta antiquitatis) е изчезнал вид носорог, обитавал Европа и Северна Азия през плейстоцена.

## Размери
Достигал е на дължина до 3 – 3,8 m, на височина – до 2 m, а теглото му било около 2,7 – 3,2 тона. Имал два рога, разположени един зад друг, като по-дълъг бил предният, който можел да достигне до 61 cm.

## Местообитание
Важно за оцеляването на този вид е неговата козина. Тя е гъста и кафява, подобно на тази на мамутите. Позволява му да оцелява в негостоприемните за топлолюбиви животни местности в Северна и Централна Евразия. Изчезва преди около 10 000 години заради промяната на планетата, причинена от глобалното затопляне.